# Krasnaïa Gorka
Krasnaïa Gorka (en russe : Кра́сная Го́рка, ce qui signifie « petit mont rouge ») est un village  (avant 2014, village de type urbain) en Russie dans le raïon de Volodarsk de l'oblast de Nijni Novgorod. C'est aujourd'hui une petite banlieue de Volodarsk et le centre administratif de la commune rurale du même nom qui comprenait avec les localités alentour 1 460 habitants en 2010. Le village lui-même comprenait 624 habitants en 2013.

## Géographie
Krasnaïa Gorka se trouve à 57 kilomètres à l'ouest de Nijni Novgorod, à 9 kilomètres à l'ouest du chef-lieu administratif du raïon, la ville de Volodarsk.

## Histoire
Le village obtient le statut de village de type urbain en 1942 jusqu'en 2014.

## Population
Le village comptait 1 107 habitants en 2002; 555 habitants en 2010 ; 624 habitants en 2013.
Nationalités
Une majorité de Tatars et une minorité de Russes habitent le village. Une petite mosquée a été bâtie en 2011.

## Transport
La gare ferroviaire de Gorbatovka qui se trouve sur la ligne Moscou-Nijni Novgorod et la nouvelle branche du Transsibérien dessert le village.
Le village est situé à 6 kilomètres de la rive de l'Oka, en face de laquelle se trouve la ville de Gorbatov, d'où le nom de la gare.

## Santé
Le village possède un petit centre d'accouchement et de service ambulatoire.